# Хесин, Борис Семёнович
Бори́с Зя́мович (Семёнович) Хе́син (24 февраля 1939, Гомель — 2008) — советский тренер по боксу. С 1966 года осуществлял тренерскую и преподавательскую деятельность в различных учебных заведениях Ленинграда, личный тренер ряда титулованных советских боксёров, в том числе заслуженного мастера спорта Владислава Антонова. Заслуженный тренер РСФСР (1992).

## Биография
Борис Хесин родился 24 февраля 1939 года в городе Гомеле Белорусской ССР. Активно заниматься боксом начал в белорусском добровольном спортивном обществе «Красное знамя», позже представлял всесоюзное спортивное общество «Трудовые резервы» и Вооружённые Силы СССР, где был подопечным заслуженных тренеров РСФСР В. М. Скотникова и В. И. Крутова соответственно.
Как боксёр выступал в легчайшей весовой категории (до 54 кг). В 1958 году завоевал бронзовую награду на VI Всесоюзной спартакиаде профсоюзов, неоднократно становился серебряным и бронзовым призёром первенств Ленинграда по боксу, Спартакиады Ленинграда, выигрывал первенства Белорусской ССР и первенство Вооружённых Сил. В 1966 году выполнил норматив мастера спорта СССР.
В 1965 году, ещё будучи действующим спортсменом, окончил Ленинградский техникум физической культуры и спорта. Также является выпускником заочного отделения Ленинградского государственного педагогического института имени А. И. Герцена.
После завершения спортивной карьеры занялся преподавательской деятельностью. В период 1966—1969 годов работал в Профессионально-технических училищах № 10 и № 93, Ленинградском политехническом институте имени М. И. Калинина. В 1972—1987 годах занимал должность старшего тренера в добровольном спортивном обществе «Спартак» и с 1978 года в клубе «Дзержинец». Тренировал начинающих боксёров в ДФСО профсоюзов, клубе «Гонг» (1987—1992). В период 1985—1990 годов работал тренером в сборной команде Ленинграда, санкт-петербургской Комплексной школе высшего спортивного мастерства, затем в течение многих лет преподавал в Институте повышения квалификации и переподготовки Санкт-Петербургского государственного колледжа физической культуры и спорта, экономики и технологии.
За долгие годы тренерской работы подготовил ряд титулованных спортсменов, добившихся успеха на международной арене. Один из самых известных его воспитанников — заслуженный мастер спорта Владислав Антонов, двукратный бронзовый призёр чемпионатов мира, победитель Игр доброй воли, чемпион СССР и СНГ по боксу, участник летних Олимпийских игр в Барселоне. Другой его ученик, мастер спорта Андрей Чеботарёв, является чемпионом СНГ, победителем и призёром крупных международных турниров. За выдающиеся достижения на тренерском поприще в 1992 году Борис Хесин был удостоен почётного звания «Заслуженный тренер РСФСР».
Награждён знаком «Отличник физической культуры и спорта».
Умер в 2008 году.
Ежегодно в санкт-петербургском клубе «Александр Невский» проводится юношеский мемориальный турнир памяти заслуженного тренера России Б. З. Хесина.